# Dufay (månekrater)
Dufay er et nedslagskrater på Månen. Det befinder sig på Månens bagside og er opkaldt efter den franske astronom Jean Dufay (1896 – 1967).
Navnet blev officielt tildelt af den Internationale Astronomiske Union (IAU) i 1970. 

## Omgivelser
Dufaykrateret ligger omkring en kraterdiameter øst for den store bjergomgivne slette Mandel'shtam. Nordvest for ligger Papaleksikrateret og mod øst ligger Valierkrateret. 

## Karakteristika
Kraterranden er stærkt nedslidt af senere nedslag, og der ligger adskillige småkratere langs dens sydlige rand. Den indre kratervæg er noget bredere på den vestlige side end mod øst og sydøst. Kraterbunden er forholdsvis jævn og uden særlige landskabstræk.

## Satellitkratere
De kratere, som kaldes satellitter, er små kratere beliggende i eller nær hovedkrateret. Deres dannelse er sædvanligvis sket uafhængigt af dette, men de får samme navn som hovedkrateret med tilføjelse af et stort bogstav. På kort over Månen er det en konvention at identificere dem ved at placere dette bogstav på den side af satellitkraterets midte, som ligger nærmest hovedkrateret. Dufaykrateret har følgende satellitkratere:
| Dufay | Længde | Bredde   | Diameter |
| ----- | ------ | -------- | -------- |
| A     | 9,5° N | 170,5° Ø | 15 km    |
| B     | 8,5° N | 171,0° Ø | 20 km    |
| D     | 6,3° N | 170,5° Ø | 32 km    |
| X     | 7,2° N | 168,5° Ø | 42 km    |
| Y     | 8,3° N | 168,4° Ø | 16 km    |

## Måneatlas
- Billeder af Dufaykrateret i LPI-måneatlasset